# ベアーズモール清武
ベアーズモール清武（ベアーズモールきよたけ）は、宮崎県宮崎市清武町にあるショッピングセンターを核とした複合商業施設である。えびの市に移転したコカ・コーラ工場跡地に造成され、2010年11月18日に開業した。
元々はオリックス不動産が所有する施設クロスモール清武であったが、所有者が植松商事（本社・宮崎市）へ変更されたことに伴い2020年12月15日に施設名をクロモ清武に変更し、2023年12月1日にベアーズモール清武へと再度変更された。

## 住所
- 宮崎県宮崎市清武町正手2丁目37番8

## テナント

### 核店舗
- マックスバリュ 清武店
- ホームプラザナフコ 清武店

### 飲食店
- マクドナルド
- ミスタードーナツ
- サーティワンアイスクリーム
- CoCo壱番屋
- 宮崎牛焼肉まる

### ショッピング
- サンドラッグ 清武店
- セリア
- バースデイ

### その他
- ゲオ
- GiGOクレーンゲームオアシス
- サンキューカット
- ピッタリ保険
- 住まいさぽーと
- Zeal
- auショップ
- ドコモショップ
- カット１０００
- カーブス
- ピッタリ保険
- よつば整骨院
- ホワイト急便 マックスバリュ清武店

## 交通
- 日豊本線清武駅から徒歩5分
- 東九州自動車道・清武ICから車で3分
- 宮崎交通「正手2丁目」